# Dimorphodes prostasis
Dimorphodes prostasis is een insect uit de orde Phasmatodea en de  familie Phasmatidae. 